# Voglmühle (Kirchberg im Wald)
Voglmühle ist ein Gemeindeteil der Gemeinde Kirchberg im Wald im Landkreis Regen in Bayern. Die Einöde liegt auf der Gemarkung Reichertsried, etwa 500 m südlich des Ortsrandes von Kirchberg im Wald an einem Feldweg, dem Gunthersteig, etwa 3,5 km nördlich vom Guntherstein im Naturpark Bayerischer Wald.

## Geschichte
Voglmühle war bis in die 1960er Jahre eine wasserbetriebene Mehl- und Holzmühle. Schon auf einer Karte der Region aus dem 18. Jahrhundert sind die Betriebskanäle in der jetzigen Form dargestellt. In dem Buch Die Wasserkräfte Bayerns wird die Anlage 1907 beschrieben. Ende der 1960er Jahre wurde der Hof zwangsversteigert und stand in den Folgejahrzehnten lange leer, sodass der größte Teil des Hofes verfiel. Seit den 1990er Jahren wird das Anwesen wieder bewirtschaftet. Am Rande der Ruselhochmoore wird biologische Landschaftspflege mit Eseln betrieben.